# Lydellina distincta
Lydellina distincta là một loài ruồi trong họ Tachinidae.